# 豐班
豐班是非洲中西部國家喀麥隆的城市，由西部省負責管轄，位於該國西北部巴富薩姆以東70公里，市內有售賣食物和傳統工藝品的市集，2005年人口83,522。